# Grihyasoetra
Een grihyasoetra is een soetra waarin huishoudelijke rituelen beschreven worden die een gezinshoofd (grihastha) uit moet voeren. De hierbij horende rites of samskara omvatten jatakarma (geboorte),  vivaha (huwelijk) en antyesti (uitvaart) en de inwijdingsrite upanayana.
Deze rituelen zijn te onderscheiden van de grotere shrauta-rituelen die vedische priesters (ritvij) uitvoeren die beschreven zijn in de shrautasoetra's. Met de dharmasoetra's waarin uiteen wordt gezet welke dharma of regels gelden, vormen de shrautasoetra's en grhyasoetra's de kalpasoetra's. De kalpa is weer onderdeel van de vedanga, de hulpwetenschappen van de Veda's.